# Zaruna
Zaruna era una fortalesa hitita al sud-est del país, propera a la frontera de Kizzuwatna.
Durant el seu sisè any de regnat, el rei hitita Hattusilis I va marxar contra el territori d'aquesta ciutat i el va sotmetre. Més tard, el rei Idrimi d'Alalakh cap a l'any 1460 aC la va destruir impunement.